# Cairbre Cinnchait
Cairbre Cinnchait o Caitchenn ("testa di gatto") (fl. I secolo) fu un leggendario re supremo irlandese del I secolo.
Fu il leader della rivolta popolare che rovesciò la nobiltà milesia. Secondo gli Annali dei quattro maestri egli spodestò Crimthann Nia Náir, secondo Seathrún Céitinn Fiacha Finnfolaidh.